# Lutuhîne
Lutuhîne (în ucraineană Лутугине) este orașul raional de reședință al raionului Lutuhîne din regiunea Luhansk, Ucraina. În afara localității principale, nu cuprinde și alte sate.

## Demografie
Componența lingvistică a orașului Lutuhîne
     Rusă (56,93%)
     Ucraineană (42,35%)
     Alte limbi (0,11%)
Conform recensământului din 2001, majoritatea populației orașului Lutuhîne era vorbitoare de rusă (56,93%), existând în minoritate și vorbitori de ucraineană (42,35%).